# Vescovo ausiliare
Vescovo ausiliare è, nella Chiesa cattolica, vetero-cattolica o anglicana, un ulteriore vescovo assegnato ad una diocesi come supporto ad un vescovo diocesano impossibilitato a svolgere il proprio compito o come ausilio per le diocesi molto estese.

## Nella Chiesa cattolica
Fermo restando che l'ordinario di una qualsiasi diocesi è unico, e che, viceversa, ogni vescovo ha una singola diocesi di assegnazione e una singola sede episcopale, il vescovo ausiliare risponde all'autorità episcopale del rispettivo ordinario diocesano, che ha facoltà oppure riceve da superiori autorità ecclesiastiche il mandato di delegargli -in modo non irrevocabile- specifiche attività, che comunque restano nella competenza e nella potestà decisionale concorrente dell'ordinario diocesano. 

In altre parole, il vescovo ausiliare non può esautorare di diritto o di fatto la piena giurisdizione dell'ordinario su specifiche attività o aree territoriali della sua diocesi.

### Normativa canonica
Il Codice di diritto canonico della Chiesa cattolica esplicita ruoli e funzioni dei vescovi ausiliari ai canoni 403-411:
- spetta al vescovo diocesano fare richiesta di avere un vescovo ausiliare, per motivi pastorali (art. 403, §1); in casi particolari, «anche di carattere personale», la Santa Sede può nominare un ausiliare «fornito di speciali facoltà» (art. 403, §2);
- il vescovo ausiliare prende possesso della diocesi secondo il medesimo atto formale previsto per i vescovi eletti, ossia tramite presentazione della «lettera apostolica di nomina al Vescovo diocesano, alla presenza del cancelliere di curia, che mette agli atti il fatto» (art. 404, §2);
- il vescovo ausiliare ha l'obbligo di risiedere in diocesi (art. 410);
- come tutti i vescovi, anche gli ausiliari sono invitati a presentare la rinuncia al loro ufficio al raggiungimento dei 75 anni d'età (art. 411 e 401).

Poiché ad ogni vescovo deve essere assegnata una distinta sede episcopale, ai vescovi ausiliari è assegnata una sede titolare, ovvero un titolo vescovile estinto.
In passato i vescovi ausiliari erano anche chiamati vescovi suffraganei, senza alcun riferimento al concetto di diocesi suffraganea. 
Dal punto di vista della disciplina sacramentale, sono vescovi a tutti gli effetti e possono di diritto conferire tutti i sacramenti, purché in conformità al diritto canonico, come è richiesto a qualsiasi altra tipologia di vescovo.
Spetta loro l'appellativo di Eccellenza Reverendissima, comune a tutti i vescovi.

### Diocesi cattoliche con maggior numero di vescovi ausiliari
Alcune diocesi hanno più vescovi ausiliari. Fra quelle che attualmente hanno un maggior numero di vescovi ausiliari si annoverano:
- l'arcidiocesi di Rio de Janeiro (7 ausiliari);
- l'arcidiocesi di Chicago (7 ausiliari);
- l'arcidiocesi di Città del Messico (6 ausiliari);
- l'arcidiocesi di Los Angeles (6 ausiliari);
- l'arcidiocesi di Belo Horizonte (5 ausiliari);
- l'arcidiocesi di San Paolo (5 ausiliari);
- l'arcidiocesi di Buenos Aires (5 ausiliari);
- l'arcidiocesi di Santiago del Cile (5 ausiliari);
- l'arcidiocesi di Guadalajara (5 ausiliari);
- l'arcidiocesi di Detroit (5 ausiliari);
- l'arcidiocesi di New York (5 ausiliari);
- l'arcidiocesi di Boston (5 ausiliari).